# الخيالة الحميدية
الخيالة الحميدية هي فرقة عسكرية عثمانية تأسست سنة 1890م على يد السلطان عبد الحميد الثاني حيث كانت مهمتها مراقبة الحدود الشرقية للدولة.
معظم أفراد هذه الفرقة كانوا من الأكراد السنة بالإضافة إلى مجموعات من التركمان واليوروك.
تسارعَت أعمالُ الإرهابِ الأرمينية والمجازر التي ارتكبوها داخل حدود الدولة العثمانية بعد أن قدّم الأرمن في 13 حزيران/يونيو 1878م "مشروعًا بخصوص أرمينيا" إلى مؤتمر برلين، وقبول هذا المشروع بشكل إيجابي. تحولت منظمتا الهنتشاق والطاشناق الأرمنيتان إلى جيش نظامي. كانت روسيا تعبّر صراحة عن مطامعها تجاه "الولايات الشرقية العثمانية" وقد بدأت استعداداتها لاحتلالها. كان السلطان عبد الحميد الثاني يرى أن الإصلاحات التي كانت تطالب بها الدول الأوروبية تحت مسمى "المسألة الشرقية" تعني منح الامتيازات أولًا للطائفة المسيحية، ثم الاستقلال لاحقًا، مما يؤدي إلى إضعاف الدولة العثمانية وتفككها، فقرر إنشاء قوى مسلحة من بين الأهالي في المنطقة "لتأمين النظام، وتأديب قطاع الطرق والقتلة الأرمن، ومواجهة الاحتلال الروسي". ولهذا السبب، وبعد عام 1890م، عمل على تأسيس الخيالة الحميدية بهدف منع قيام دولة أرمينية في شرق الأناضول.

## التأسيس
اعترض معظم الباشوات على هذا المشروع الذي دعمه قائد الجيش الرابع المشير محمد زكي باشا، إلا أن السلطان عبد الحميد الثاني كلّف زكي باشا بتنفيذ هذا العمل رغم المعارضة. 
اختار المشير زكي باشا مدينة أرضروم مقرًا له، وبدأ نشاطه في ربيع عام 1891م، فأرسل أولًا اللواء محمود باشا إلى مناطق فان وملاذكرد وهنيس، وبدأ بتشكيل أفواج الحميدية من العشائر هناك. استمرت هذه الأنشطة خمس سنوات. وفي عام 1896م، تم تشكيل أفواج الحميدية من سلاح الفرسان في أرضروم، و ديرسيم، و أرزنجان، و ديار بكر، و فان، و ملاذكرد، و أورفة، وفي العديد من المناطق الأخرى شرق البلاد. وخلال هذه الفترة، تم تأسيس ثمانية أفواج فقط ضمن ولاية أرضروم.
وبأمر من السلطان عبد الحميد الثاني، بدأ الباشوان إبراهيم وكريم بإنشاء هذه الأفواج وتأسيس بنيتها التحتية. وهكذا أصبح إبراهيم وكريم باشا أول من طبّق أساليب الحرب غير النظامية في التاريخ العثماني.
أما التنظيم الرسمي الأول فقد تم عام 1891م، وخضع هذا القانون لمراجعات لاحقة في عامي 1896م و1910م. وقد كان عدد الأفواج في البداية يقارب الخمسين، لكنه ارتفع مع مرور الوقت ليصل إلى 65 فوجًا بحلول عام 1908م. وقد انتشرت هذه التشكيلات بشكل كبير في ولايات أرضروم، فان، بدليس، ديار بكر، وولايات أخرى ضمن "الولايات الست". وفي ولاية سيواس تم تشكيل فوج واحد فقط. ومن بين هذه الأفواج، أربعة فقط تابعة للجيش الخامس، والباقي ضمن منطقة الجيش الرابع. و تأسست هذه التشكيلات أيضًا خارج الأناضول في طرابلس الغرب. أما الاسم، فقد ظهر أول مرة – وإن بشكل مختلف قليلًا – في اليمن عام 1880م.
وبعد خلع السلطان عبد الحميد الثاني، تغيّر اسم وطبيعة هذه التشكيلات، وتم إلغاء اسم "الحميدية" في عام 1910م بقرار من حزب الاتحاد والترقي ضمن "لائحة تنظيم أفواج فرسان العشائر الخفيفة"، وتم تغيير الاسم إلى "أفواج فرسان العشائر".